# Bohdan Bondarenko
Pour les articles homonymes, voir Bondarenko.
Bohdan Viktorovych Bondarenko (ukrainien : Богдан Бондаренко, né le 30 août 1989 à Kharkiv, en ex-RSS d'Ukraine) est un athlète ukrainien spécialiste du saut en hauteur, champion du monde en 2013. 
Il co-détient avec Patrik Sjöberg le record d'Europe du saut en hauteur, avec 2,42 m franchis à New York en 2014. Il est le troisième meilleur sauteur de l'histoire, derrière Javier Sotomayor et Mutaz Essa Barshim.

## Biographie

### Débuts
En 2005, il franchit 2,15 m à Yalta et en janvier 2006 à Kiev, il franchit 2,21 m en salle. En 2006, il participe aux championnats du monde junior à Pékin en réussissant de peu à atteindre la finale où il remporte la médaille de bronze avec un saut à 2,26 m. La compétition est dominée par le duel entre Huang Haiqiang et Niki Palli. En 2007, il améliore son record en salle à 2,25 m à Kiev mais en été, il ne dépasse pas 2,19 m. En 2008, il peut participer à ses seconds championnats du monde juniors avec un saut à 2,25 m, il est à la tête des bilans de saut en hauteur junior de cette saison. La qualification pour la finale est fixée à 2,14 m. Bondarenko franchit chaque hauteur de 2,08 m à 2,26 m au premier saut, sauf un échec à 2,21 m. C'est suffisant pour remporter la médaille d'or devant Sylwester Bednarek, 4e deux ans auparavant. 
En salle, pendant la saison 2008/2009, Bondarenko franchit en février 2,27 m à Łódź, son record. Lors des championnats d'Europe en salle, il égale cette hauteur en qualification ce qui lui permet d'entrer en finale. Il débute à 2,15 m puis réussi 2,20 m mais il échoue à 2,25 m. Il termine à la 9e et dernière place.
En 2011, à Ostrava, Bohdan Bondarenko porte son record personnel à 2,30 m lors de sa victoire aux Championnats d'Europe espoirs. Lors de l'Universiade d'été 2011 à Shenzhen, il remporte le titre avec 2,28 m. Aux championnats du monde 2011 de Daegu, il ne réussit que 2,28 m au second essai, en qualifications ce qui l'écarte de très peu de la finale.

### 2013: progression et domination à l'échelle planétaire

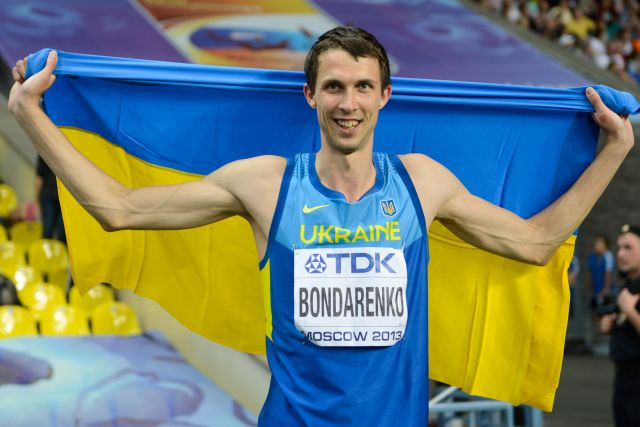
Bohdan Bondarenko lors des championnats du monde 2013.

En début de saison 2013, Bohdan Bondarenko remporte le meeting de Doha, première étape de la Ligue de diamant 2013, en portant son record personnel en plein air à 2,33 m, performance qu'il réédite deux semaines plus tard au Golden Grand Prix de Shanghai. Fin juin, lors des Championnats d'Europe par équipes de Gateshead, il domine le concours de la hauteur en effaçant une barre à 2,28 m, octroyant 12 points à l'équipe d'Ukraine. Le 30 juin, il améliore de 3 cm son record personnel en franchissant 2,36 m lors du British Grand Prix de Birmingham.

#### Barre des 2,40 m à Lausanne
Puis, le 4 juillet 2013, il remporte le meeting Athletissima de Lausanne en ajoutant 5 centimètres à sa meilleure performance avec un saut à 2,41 m réussi avec une marge conséquente à sa troisième tentative. Il devient à cette occasion le troisième meilleur performeur mondial de tous les temps en extérieur, derrière le Cubain Javier Sotomayor et le Suédois Patrik Sjöberg, à égalité avec le Kirghiz Igor Paklin, réalise la meilleure performance en extérieur depuis le 15 juillet 1994 et les 2,41 m de Sotomayor, et améliore d'un centimètre le record d'Ukraine de Rudolf Povarnitsyn, premier homme à  franchir la barre des 2,40 m, en 1985. Devançant l'Américain Erik Kynard, auteur d'un nouveau record personnel en 2,37 m, Bondarenko améliore d'un centimètre la meilleure marque de l'année du Qatari Mutaz Essa Barshim établi en juin. Il échoue ensuite par trois fois dans sa tentative de record du monde à 2,46 m, après avoir frôlé la barre à son premier essai.

#### Champion du monde
Le 15 août 2013, en finale des championnats du monde de Moscou, Bohdan Bondarenko franchit 2,29 m et 2,35 m à son premier essai, avant de faire l'impasse à la hauteur suivante de 2,38 m. Puis, il égale son record personnel en effaçant pour la deuxième fois de la saison la hauteur de 2,41 m qu'il franchit à sa deuxième tentative. Grâce à ce saut, il remporte son premier titre mondial et  améliore d'un centimètre le record de la compétition détenu depuis 1993 par le Cubain Javier Sotomayor. Le Qatari Mutaz Essa Barshim et le Canadien Derek Drouin terminent respectivement deuxième et troisième du concours avec 2,38 m. Bondarenko connait ensuite trois échecs à sa tentative de record du monde à 2,46 m.
Le 12 octobre 2013, il est élu athlète européen de l'année en compagnie de la tchèque Zuzana Hejnová. Il est par ailleurs élu athlète de l'année 2013 par le magazine Track and Field News

### 2014: Record d'Europe égalé (2,42 m) et régularité à 2,40 m
Bohdan Bondarenko franchit une barre à 2,40 m lors du Seiko Golden Grand Prix en mai 2014, puis établit la marque de 2,39 m lors du Meeting international Mohammed-VI de Marrakech. Présent lors du Golden Gala de Rome le 5 juin, il s'incline avec 2,34 m face à Mutaz Essa Barshim (2,41 m) en échouant de peu par trois fois à 2,43 m. 
10 jours plus tard, il s'impose au meeting de New York en égalant le record d'Europe du Suédois Patrick Sjöberg de 2,42 m établi en 1987. Plus haute barre franchie depuis 1994 (par Javier Sotomayor à Séville), le concours est par la même occasion historique puisque Bondarenko s'impose devant Barshim, crédité également de 2,42 m. Il devient à cette occasion le deuxième meilleur performeur de tous les temps derrière le Cubain Javier Sotomayor.
Le 3 juillet, il remporte l'Athletissima de Lausanne avec 2,40 m puis égale cette marque deux semaines plus tard à Monaco. Lors des Championnats d'Europe 2014, il rentre dans son concours à 2,30 m, hauteur qu'il passe à son deuxième essai, puis efface, à sa deuxième tentative également, une barre à 2,35 m, prenant la tête du concours devant le Russe Ivan Ukhov, qui échoue à 2,30 m. Il se retrouve seul en lice contre son compatriote Andriy Protsenko, qui doit franchir 2,37 m s'il veut espérer le titre. Face à l'échec de Protshenko, Bondarenko est champion d'Europe. Il tente une barre à 2,43 m avant d'arrêter son concours après son premier échec à cette hauteur.

### Blessure au pied (2015) et médaille de bronze olympique (2016)
Le 10 mai 2015, il établit la meilleure performance de l'année, en 2,37 m, lors du meeting « IAAF World Challenge » à Kawasaki, au Japon. Extrêmement diminué par des problèmes à son pied d'appel, le même pied avec lequel il doit se confronter depuis 2010 et sa première blessure, Bondarenko annule toutes ses compétitions de la saison mais se rend tout de même aux Championnats du monde de Pékin où avec 2,33 m, il remporte la médaille d'argent ex-aecquo avec le Chinois Zhang Guowei, battu aux barrages par le Canadien Derek Drouin (2,34 m).
Le 2 juin 2016, il remporte à Rome le meeting du Golden Gala avec un saut à 2,33 m, performance qui représente son meilleur saut de la saison. Le 15 juillet, Bondarenko participe au Meeting Herculis de Monaco où il efface dans un 1er temps une barre à 2,34 m puis 2,37 m, son saut le plus haut de l'année. Néanmoins, il s'incline face à l'Italien Gianmarco Tamberi qui franchit 2,39 m mais se blesse sérieusement à 2,41 m et ne participera, par conséquent, aux Jeux olympiques de Rio. Avec ce forfait du grand favori, Bondarenko peut désormais espérer décrocher l'or aux Jeux.
Diminué par une maladie lors des Jeux olympiques de Rio, Bohdan Bondarenko décroche la médaille de bronze avec un saut à 2,33 m, devancé par Derek Drouin (2,38 m) et Mutaz Essa Barshim (2,36 m).

### Retour sur les pistes (2019)
Alors qu'il avait été médaillé lors des deux précédents Mondiaux, il ne prend que la neuvième place de la finale du saut en hauteur aux championnats du monde 2017 à Londres, ne passant que 2,25 m à son troisième essai. 
Il fait l'impasse sur la saison 2018 à cause d'une blessure au pied.
Bohdan Bondarenko retrouve les pistes en 2019 à l'occasion du Shanghai Golden Grand Prix où il franchit 2,19 m pour une 10e place. Il enchaîne ensuite par deux victoires dans la Ligue de diamant, à Rome avec 2,31 m (meilleure performance mondiale de l'année égalée et minimas pour les championnats du monde) et à Rabat avec 2,28 m. Aux qualifications des Mondiaux de Doha le 1er octobre, il ne réalise qu'un seul saut qu'il rate à 2,17 m avant d'abandonner. 

## Palmarès
| Date | Compétition                          | Lieu               | Résultat | Marque  |
| ---- | ------------------------------------ | ------------------ | -------- | ------- |
| 2005 | Fest. olympique de la jeunesse euro. | Lignano Sabbiadoro | 2e       | 2,12 m  |
| 2006 | Championnats du monde juniors        | Pékin              | 3e       | 2,26 m  |
| 2008 | Championnats du monde juniors        | Bydgoszcz          | 1er      | 2,26 m  |
| 2009 | Championnats d'Europe en salle       | Turin              | 9e       | 2,20 m  |
| 2011 | Championnats d'Europe espoirs        | Ostrava            | 1er      | 2,30 m  |
| 2011 | Universiade                          | Shenzhen           | 1er      | 2,28 m  |
| 2012 | Championnats d'Europe                | Helsinki           | 11e      | 2,15 m  |
| 2012 | Jeux olympiques                      | Londres            | 6e       | 2,29 m  |
| 2013 | Championnats d'Europe par équipes    | Gateshead          | 1er      | 2,28 m  |
| 2013 | Championnats du monde                | Moscou             | 1er      | 2,41 m  |
| 2013 | Ligue de diamant                     | Ligue de diamant   | 1er      | détails |
| 2014 | Championnats d'Europe                | Zurich             | 1er      | 2,35 m  |
| 2014 | Coupe continentale                   | Marrakech          | 1er      | 2,37 m  |
| 2014 | Ligue de diamant                     | Ligue de diamant   | 2e       | détails |
| 2015 | Championnats du monde                | Pékin              | 2e       | 2,33 m  |
| 2015 | Ligue de diamant                     | Ligue de diamant   | 3e       | détails |
| 2016 | Jeux olympiques                      | Rio de Janeiro     | 3e       | 2,33 m  |
| 2017 | Championnats du monde                | Londres            | 9e       | 2,25 m  |
| 2017 | Ligue de diamant                     | Ligue de diamant   | 3e       | 2,31 m  |
| 2019 | Jeux européens                       | Minsk              | 3e       | 2,21 m  |

## Records
| Épreuve         | Épreuve   | Marque      | Lieu       | Date                       |
| --------------- | --------- | ----------- | ---------- | -------------------------- |
| Saut en hauteur | Plein air | 2,42 m (AR) | New York   | 14 juin 2014               |
| Saut en hauteur | En salle  | 2,27 m      | Łódź Turin | 4 février 2009 6 mars 2009 |